# Treignat
Treignat ist eine französische Gemeinde mit 416 Einwohnern (Stand: 1. Januar 2022) im Département Allier in der Region Auvergne-Rhône-Alpes. Sie gehört zum Arrondissement Montluçon und zum Kanton Huriel.

## Geographie
Treignat liegt etwa 19 Kilometer westnordwestlich von Montluçon.

### Nachbargemeinden
Umgeben ist Treignat von den Nachbargemeinden Saint-Sauvier im Norden, Archignat im Osten, Nouhant im Südosten, Soumans im Süden und Südwesten sowie Leyrat im Nordwesten.

## Bevölkerungsentwicklung
| Jahr      | 1962 | 1968 | 1975 | 1982 | 1990 | 1999 | 2006 | 2013 | 2016 | 2019 |
| Einwohner | 814  | 738  | 677  | 575  | 531  | 475  | 455  | 447  | 416  | 384  |

## Sehenswürdigkeiten

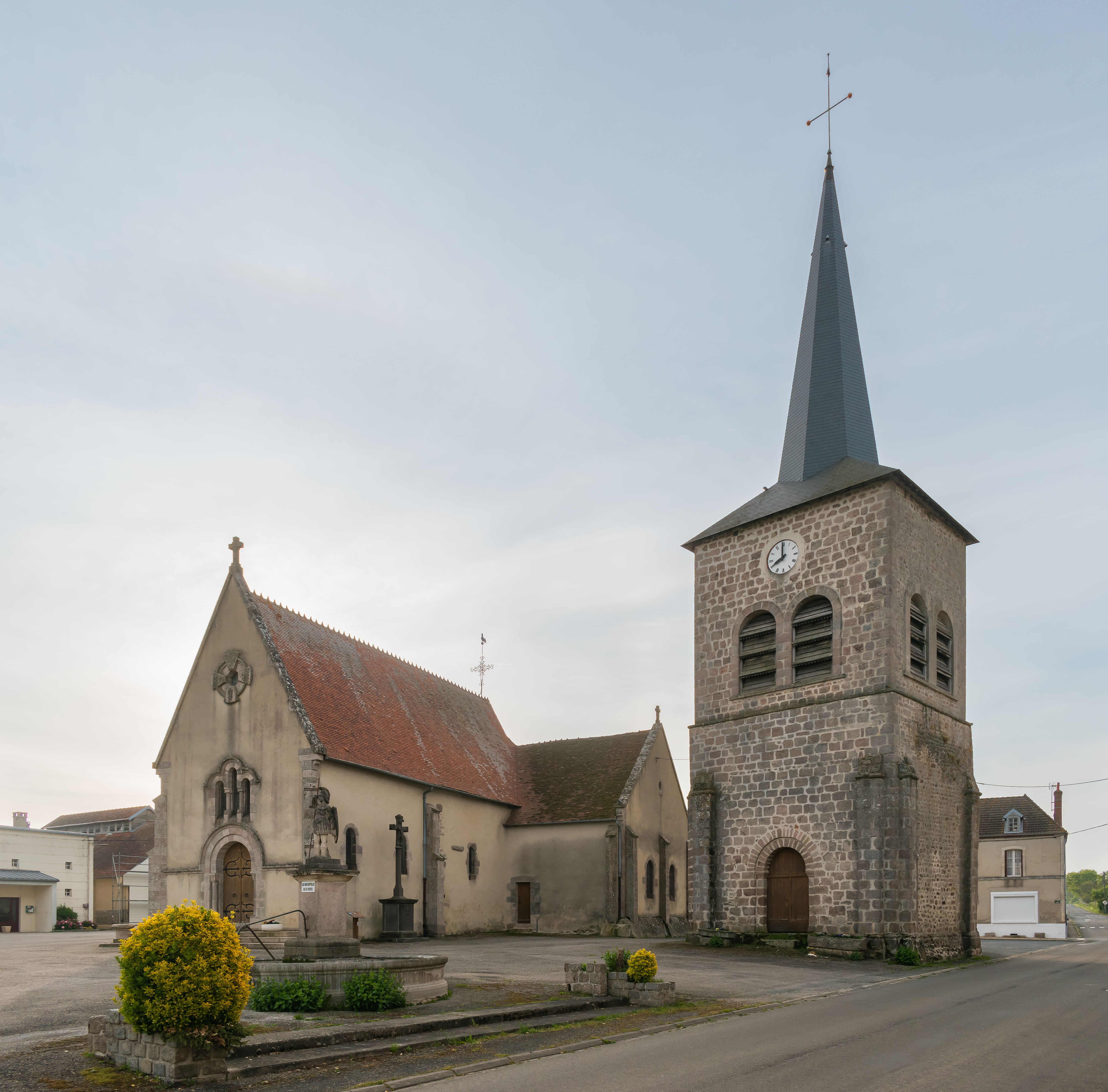
Kirche St-Julien (links) und St-Gervais (rechts der Glocktenturm)

- Kirche St-Gervais aus dem 13. Jahrhundert, Umbauten aus dem 19. Jahrhundert
- Mobilitätsmuseum